# Jōtō Mon In no Chūjō
Jōtō Mon In no Chūjō (上東門院中将) est une poétesse et courtisane japonaise du milieu de l'époque de Heian, plus précisément au milieu du XIe siècle. Son père est Sakyō no Daibu Fujiwara no Michimasa et sa mère, la fille de Fujiwara no Nobutaka, son grand-père est Murasaki Shikibu. Elle est considérée comme une des trente-six poètes immortels du Moyen Âge (Chūko Sanjūrokkasen).
Elle est dame de compagnie de l'impératrice Fujiwara no Shōshi aussi appelée Jōtōmon-in, épouse de l'empereur Ichijō et son nom est mentionné dans la chronique Eiga Monogatari qui relate la vie de Fujiwara no Michinaga, père de Shōshi et de sa famille. 
En tant que poète waka, seuls cinq poèmes pouvant lui être attribués sont inclus dans l'anthologie impériale Goshūi Wakashū.